# خوئیه‌متلر
خوئیه‌متلر (به لاتین: Chüemettler) یک کوه در سوئیس است که در سی گسته (ولکره) واقع شده‌است. خوئیه‌متلر ۱٬۷۰۳ متر بالاتر از سطح دریا واقع شده‌است.